# Salticus jugularis
Salticus jugularis là một loài nhện trong họ Salticidae.
Loài này thuộc chi Salticus. Salticus jugularis được Eugène Simon miêu tả năm 1900.